# سنت نیکلاس د باری
سنت نیکلاس د باری (به اسپانیایی: San Nicolás de Bari) یک منطقهٔ مسکونی در کوبا است که در استان مایابکه واقع شده‌است. سنت نیکلاس د باری ۲۴۲ کیلومتر مربع مساحت و ۲۱٬۵۶۳ نفر جمعیت دارد و ۳۰ متر بالاتر از سطح دریا واقع شده‌است.

## خواهرخوانده
شهر باری (ایتالیا) خواهرخواندهٔ سنت نیکلاس د باری هست.